# Grand Prix de Plouay 2024
Il Grand Prix de Plouay - Lorient - Agglomération Trophée CERATIZIT 2024, ventitreesima edizione della corsa e valevole come ventetreesima prova dell'UCI Women's World Tour 2024 categoria 1.WWT, si è svolta il 24 agosto 2024 su un percorso di 158 km, con partenza ed arrivo a Plouay, in Francia. La vittoria andò all'olandese Mischa Bredewold, la quale completò il percorso in 4h15'46", alla media di 37,065 km/h, precedendo la statunitense Chloé Dygert e la tedesca Liane Lippert.
Sul traguardo di Plouay 89 cicliste, su 111 partite dalla medesima località, portarono a termine la competizione.

## Squadre e cicliste partecipanti
| N.      | Cod. | Squadra                   |
| ------- | ---- | ------------------------- |
| 1-6     | SDW  | Team SD Worx-Protime      |
| 11-16   | WNT  | Ceratizit-WNT Pro Cycling |
| 21-26   | UAD  | UAE Team ADQ              |
| 31-36   | LAJ  | Liv AlUla Jayco           |
| 41-46   | DFP  | DSM-Firmenich PostNL      |
| 51-55   | FED  | Fenix-Deceuninck          |
| 61-66   | CSR  | Canyon-SRAM Racing        |
| 71-76   | AGS  | AG Insurance-Soudal Team  |
| 81-86   | HPH  | Human Powered Health      |
| 91-96   | LTK  | Lidl-Trek                 |
| 101-106 | FST  | FDJ-Suez                  |

| N.      | Cod. | Squadra                     |
| ------- | ---- | --------------------------- |
| 112-116 | EOC  | EF-Oatly-Cannondale         |
| 121-126 | COF  | Cofidis Women Team          |
| 131-136 | UXM  | Uno-X Mobility              |
| 141-145 | MOV  | Movistar Team               |
| 151-154 | AUB  | St Michel-Mavic-Auber93 WE  |
| 161-166 | ARK  | Arkéa-B&B Hotels Women      |
| 171-176 | LKF  | Laboral Kutxa-Fund. Euskadi |
| 181-186 | WIN  | Winspace                    |
| 191-196 | VWT  | VolkerWessels Pro Cycling   |
| 201-206 | DAS  | DAS-Hutchinson-Brother-UK   |

## Ordine d'arrivo (Top 10)
| Pos. | Corridore           | Squadra   | Tempo    |
| ---- | ------------------- | --------- | -------- |
| 1    | Mischa Bredewold    | SD Worx   | 4h15'46" |
| 2    | Chloé Dygert        | Canyon    | s.t.     |
| 3    | Liane Lippert       | Movistar  | a 4"     |
| 4    | Elisa Balsamo       | Lidl      | a 9"     |
| 5    | Karlijn Swinkels    | UAE       | s.t.     |
| 6    | Eleonora Gasparrini | UAE       | s.t.     |
| 7    | Iurani Blanco       | Laboral   | s.t.     |
| 8    | Letizia Borghesi    | EF-Oatly  | s.t.     |
| 9    | Cédrine Kerbaol     | Ceratizit | s.t.     |
| 10   | Nadia Quagliotto    | Laboral   | s.t.     |